# 타치바나 U코
타치바나 U코(일본어: 橘U子 다치바나 U코[*], 1973년 3월 15일~)는 일본의 성우이다. 도쿄도 출신. 켄유 오피스 소속.

## 출연 작품

### TV 애니메이션
1999년
- 왕부리 팅코(메토리)

2001년
- 꼬마 마법사 레미 더욱더(마죠설리번)

2005년
- 사모님은 마법소녀(호소노 신지)

2009년
- 매일엄마(곤다 씨)
- 위스컬 삐요(사루카와)
- 안녕 앤(란돌프 맥거번)

2012년
- 다마고치!(미도하나치)

2017년
- 원피스(샬롯 프랄리네)